# Імператриця Євгенія в оточенні своїх фрейлін
Імператриця Євгенія в оточенні своїх фрейлін — картина німецького художника Франца Ксавера Вінтергальтера. Написана олією на полотні, технікою олійного живопису. Завершена у 1855 році. На картині зображено імператрицю Французів, дружину Наполеона III Євгенію де Монтіхо та її вісьмох фрейлін. За правління Наполеона III твір експонувався в палаці Фонтенбло. Після еміграції імператриці до Великої Британії картину віддали їй, і вона висіла над входом до будинку ексмонархині у Фарнборо-гіл. Зараз картина експонується в палаці Комп'єнь.

## Історія

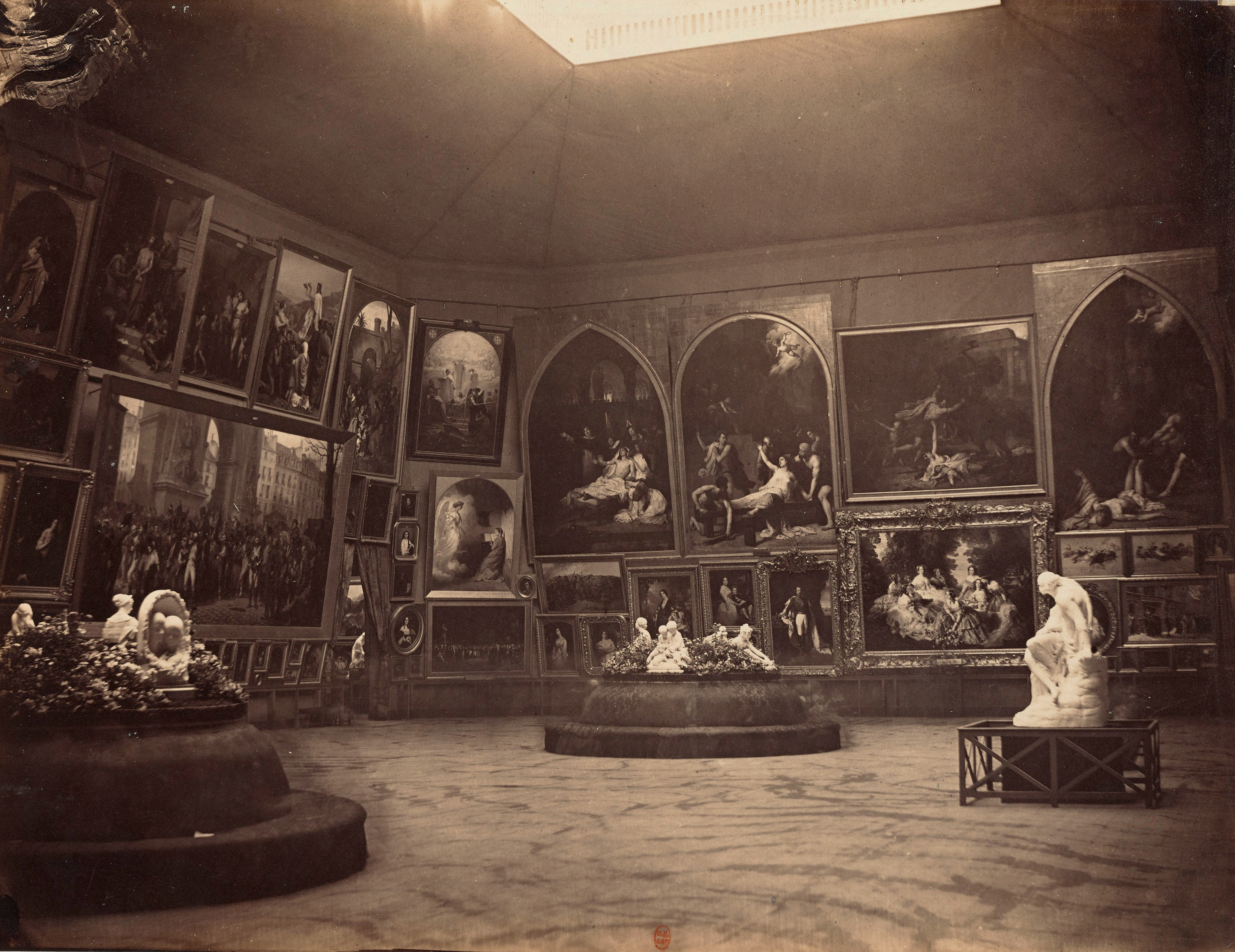
Фотографія експозиції Всесвітньої виставки 1855 року. Імператриця Євгенія в оточенні своїх фрейлін розміщена другою праворуч, знизу

Картину замовила імператриця Євгенія у німецького художника Франца Ксавера Вінтергальтера для експонування на Всесвітній виставці 1855 року, яка відкрилася у травні. Твір мав зображувати імператрицю серед її фрейлін, кожна з яких служила монархині протягом тижня. На першому ескізі картини зображено імператрицю в оточенні десяти фрейлін. Проте сьома фрейліна, Леоні Бюжо де ля Піконері д'Іслі, графиня де Ферай, пішла зі звання фрейліни у січні 1855 року, що змусило Вінтергальтера змінити композицію картини за кілька тижнів. Щоб встигнути до відкриття Всесвітньої виставки, йому довелося завершити твір за чотири місяці за допомоги учнів зі своєї майстерні.
Сприйняття картини було різним. Паризькі критики наголошували на неохайності виконання, дорікали Вінтергальтерові, що він нібито більше цікавився сукнями зображених осіб, ніж їхніми особистостями. Водночас широка громадськість та імператорські придворні кола зустріли картину з позитивними відгуками, оскільки твір показував велич і блиск нового режиму Наполеона III. 1856 року картина експонувалася на виставці Kurnstverein у Відні. Твір був широко розповсюджений у вигляді гравюр і став символом імперського режиму.

## Опис
Темна, з яскравим світлом сцена зображує Євгенію де Монтіхо в оточенні восьми фрейлін у вигаданій місцевості. На голові в неї вінок із жимолості, а в руці — гілка тієї ж рослини, яка використовується замість скіпетра. Імператриця на картині домінує над своїми фрейлінами. На картині справа наліво по колу, починаючи справа відносно імператриці, зображені Анна Дебель, принцеса д'Есслінг, Джейн Торн, Луїза Пуателон дю Тард, Адрієн де Вільньов-Баржемон, Клер Емілі МакДонелл, Анна Єва Мортьє де Тревіз, Наталі де Сегюр та Пауліна де Бассано.
Композиція, яка включає багатьох персонажів, схожа на інші картини Вінтергальтера, як-от «Декамерон» 1837 року. За спинами зображених осіб знаходиться простий пейзаж. Сукні імператриці та фрейлін набагато більш деталізовані, ніж решта елементів полотна. В суспільстві поширилися чутки, нібито ці ж фрейліни були моделями для ранішої картини Вінтергальтера — «Флорінди» (Королівська колекція, 1852), де використано таку ж композицію. Таке порівняння спричинило скандал, оскільки на цій картині жінки зображені оголеними.
Ескізи, малюнок та невелике полотно-автограф, створені того ж року, зберігаються в приватних колекціях.

## Галерея

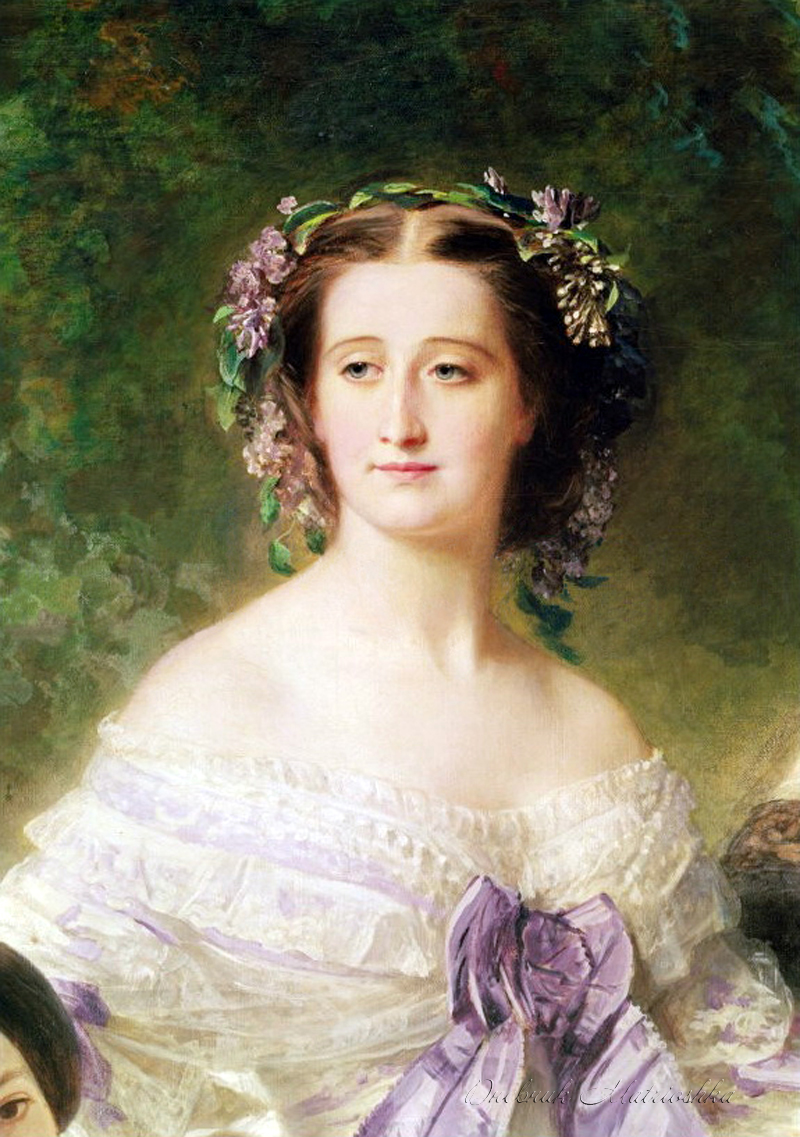
Імператриця Євгенія
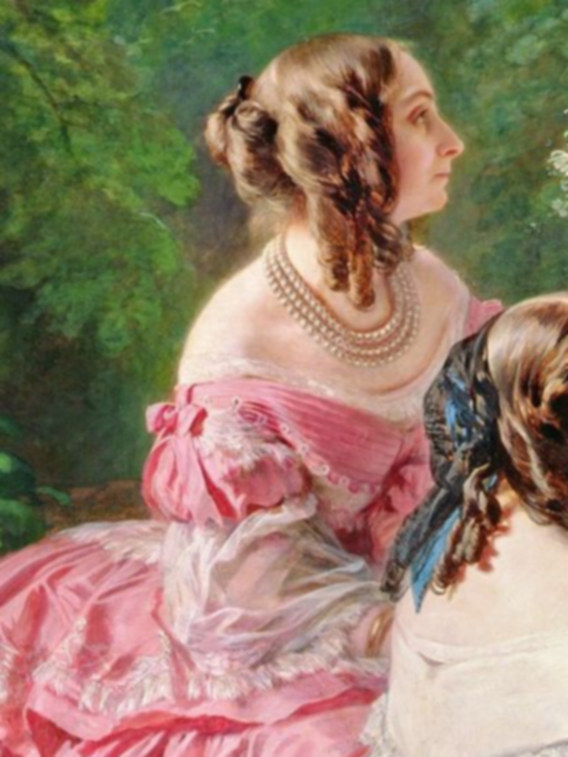
Анна д'Есслінг
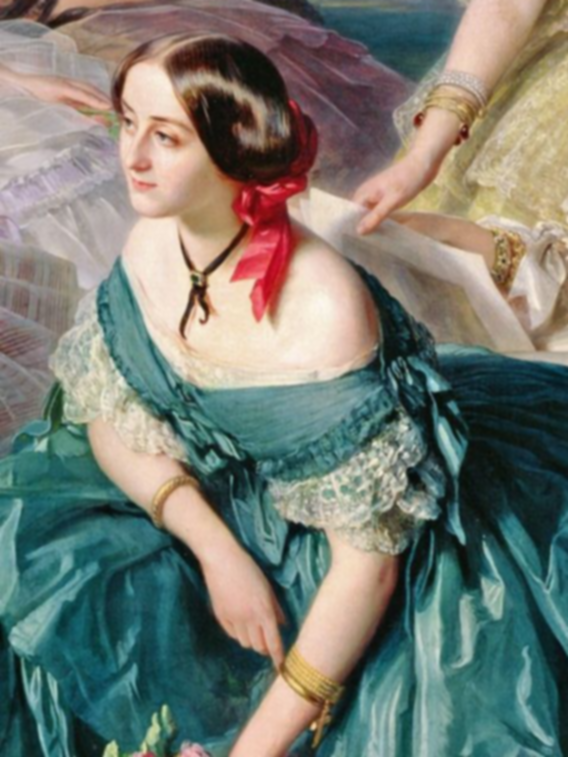
Адрієн де Вільньов-Баржемон
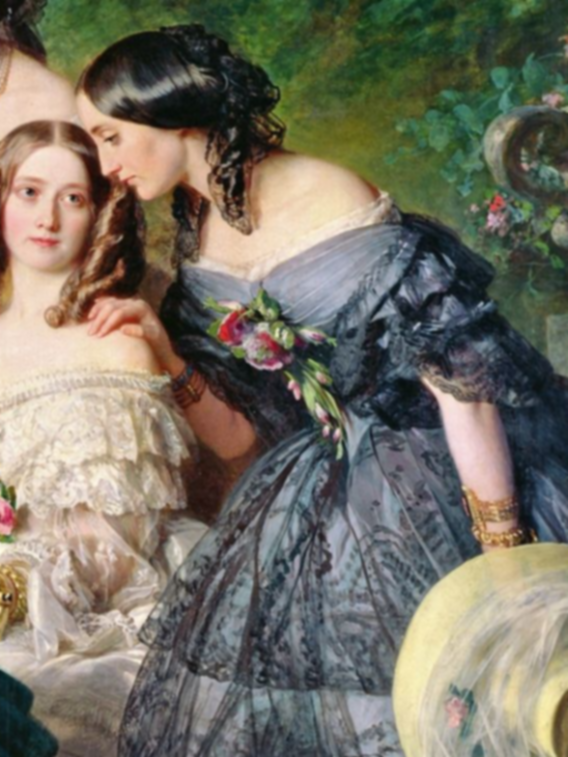
Анна Єва Мортьє де Тревіз
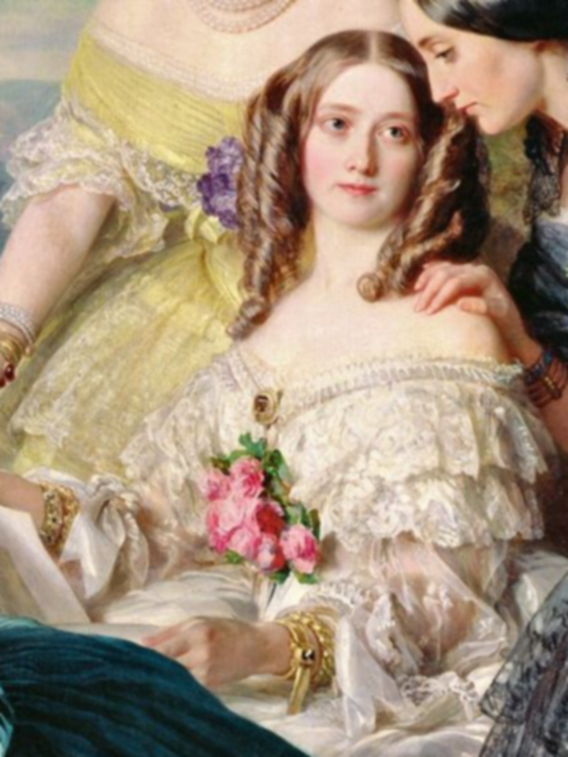
Клер Емілі МакДонелл
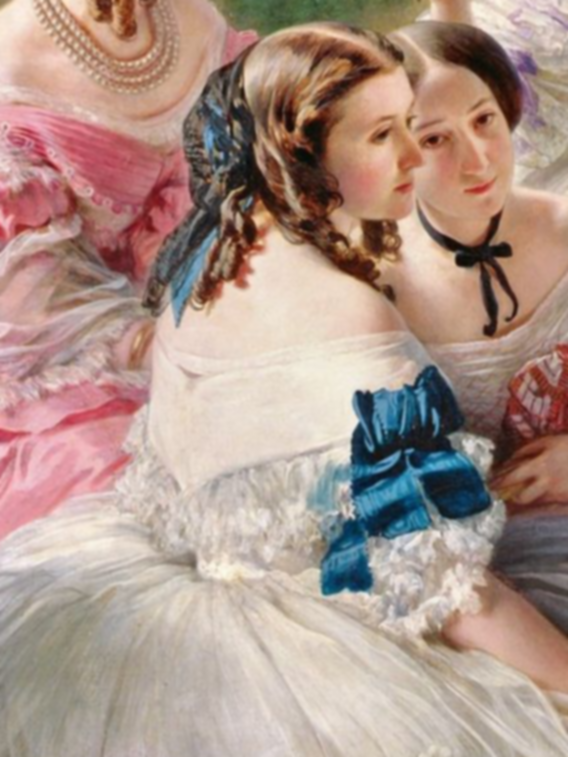
Джейн Торн
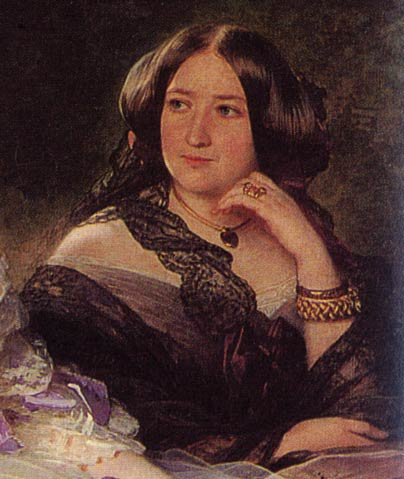
Пауліна де Бассано
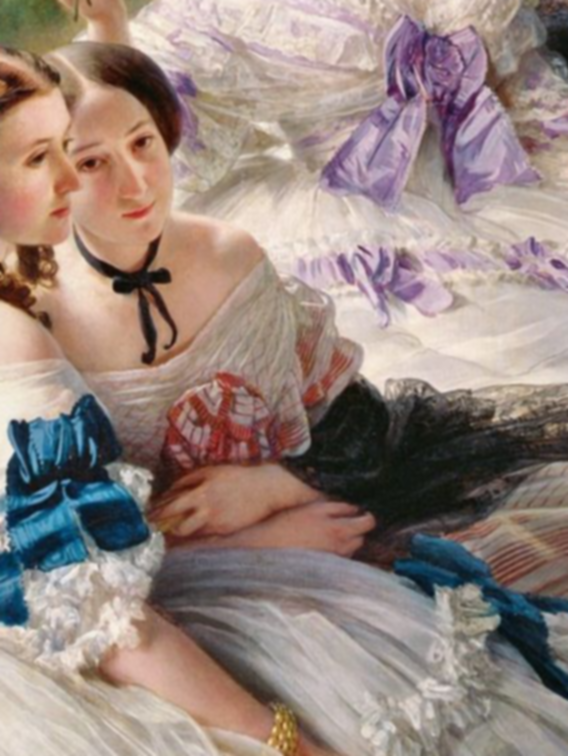
Луїза Пуателон дю Тард
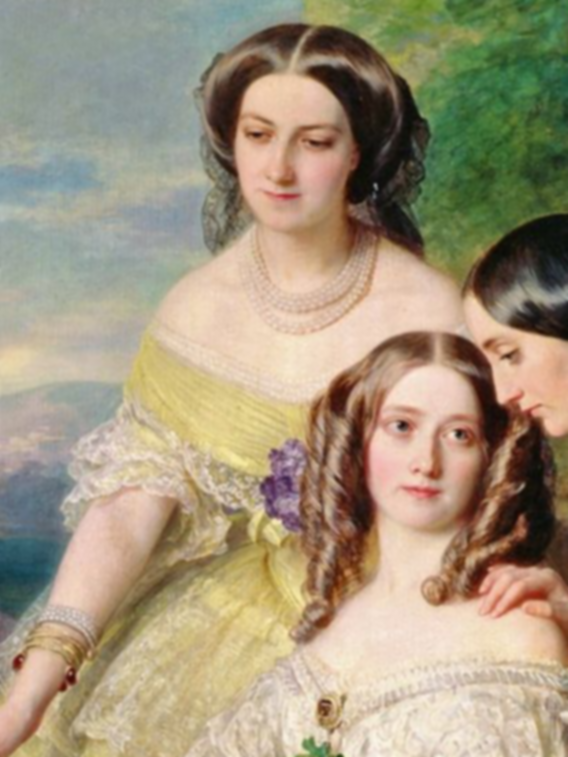
Наталі де Сегюр